# Estació de Plaça John F. Kennedy
Plaça de John F. Kennedy és una estació de tramvia de TMB situada a la Plaça John F. Kennedy al districte de Sarrià - Sant Gervasi de Barcelona. Aquesta és l'estació terminal del Tramvia Blau que connecta la plaça John F. Kennedy amb el funicular del Tibidabo. A prop de la parada del tramvia hi ha l'estació d'Avinguda Tibidabo de FGC.